# Autel de la Victoire (mouvement religieux)

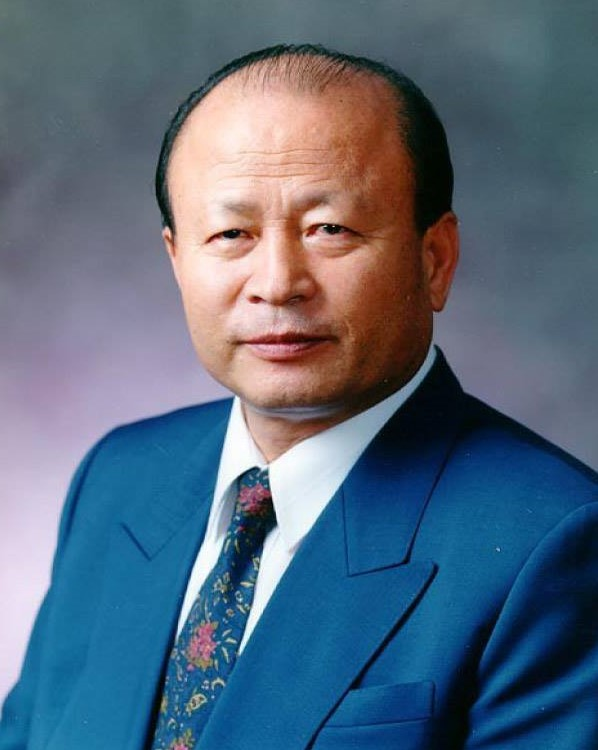
Cho Hee-Seung

L' Autel de la Victoire (Coréen SeungNiJeDan) est un nouveau mouvement religieux qui a été fondé en Corée du Sud en 1981. Il enseigne que Jésus-Christ était un faux messie et que le vrai Christ, dit « le Christ Victorieux », est apparu en la personne de Cho Hee-Seung (1931-2004), qui est son fondateur.
Le mouvement comptait 400 000 membres au début des années 1990, mais ce nombre déclina après l'arrestation de Cho en 1994 et sa mort en 2004 ; en 2017, le nombre d'adhérents a été évalué à environ 100 000.

## Origines
Cho Hee-Seung est né le 12 août 1931 à Gimpo, dans la province de Gyeonggi en Corée du Sud En tant que chrétien, il a été incarcéré par la Corée du Nord pendant la guerre de Corée. Après sa libération, il fut actif dans le Méthodisme et le Presbytérianisme. Sa rencontre avec Park Tae-Seon (1915-1990) a été décisive pour les activités religieuses subséquentes de Cho. Park Tae-Seon est le fondateur de l'Olivier (Jundokwan), une nouvelle religion chrétienne coréenne qui rassembla 1,5 million de fidèles dans les années 1970 avant de décliner dans les décennies suivantes, et qui engendra plusieurs autres mouvements religieux coréens par divers schismes. Dans les années 1960 et 1970, Cho était un missionnaire à succès pour l'Olivier et fonda plusieurs églises en Corée du Sud.
En 1980, Cho fit une longue retraite près de Bucheon, en Corée du Sud, dans l'un des Villages de la foi de l'Olivier. Là, dans un bâtiment connu sous le nom de « Chambre secrète » (MilSil), il a été initié par Hong Eup-Bi, une femme membre de l'Olivier et qui était considérée comme une chamane.
L'Autel de la Victoire prétend que le 15 octobre 1980, Hong reconnût en Cho « le Christ Victorieux » et le « Dieu incarné », ce qui le conduisit à quitter l'Olivier et à établir son propre mouvement religieux, l'Autel de la Victoire (SeungNiJeDan), à Bucheon Le Mouvement se développa rapidement, et le 12 août 1991, le siège de Bucheon était terminé. En quelques années, l'Autel de la Victoire rassembla quelque 400 000 adeptes, principalement en Corée du Sud, mais également avec des branches au Japon, en Australie, en Nouvelle-Zélande, aux États-Unis et au Royaume-Uni.

## Controverses
En raison de sa critique de Jésus-Christ et de ses propres revendications messianiques, Cho rencontra l'hostilité des églises chrétiennes coréennes, qui encouragèrent les campagnes médiatiques contre l'Autel de la Victoire et accusèrent son fondateur de divers méfaits En 1994, Cho a été arrêté et passa en prison sept des dix dernières années de sa vie. Il avait en effet été accusé de fraude et d'avoir incité à commettre le meurtre de six ex-membres devenus des adversaires militants de l'Autel de la Victoire. Cho a été reconnu coupable de fraude, mais non coupable des meurtres, lors du premier jugement en 1996, puis reconnu coupable dans un deuxième procès en 2004 lors duquel il a été condamné à mort, mais il a une nouvelle fois été déclaré non coupable en appel. Comme la Corée du Sud a trois niveaux de jugement, le procureur fit appel de la décision favorable à Cho devant la Cour suprême, mais Cho décéda juste avant le procès, le 19 juin 2004.
La poursuite en justice de Cho et surtout sa mort portèrent sérieusement atteinte au mouvement car de nombreux disciples le croyaient physiquement immortel. Le mouvement entra dès lors dans une phase de déclin, bien qu'en 2017 il conservait encore 40 Autels de la Victoire en Corée totalisant quelque 100 000 adeptes.

## Croyances
Selon l'Autel de la Victoire, toutes les grandes écritures sacrées de l'humanité, y compris la Bible, les classiques du bouddhisme, et les anciens livres prophétiques de Corée annoncent la « promesse originelle » de Dieu, à savoir que les humains peuvent atteindre l'immortalité physique. C'est la seule vraie immortalité, et la notion qu'une âme séparée du corps vivra éternellement au Ciel est une fausse interprétation des Saintes écritures Cela faisait aussi partie du message de Jésus-Christ, prouvant ainsi qu'il était un faux prophète, et qu'il était en fait « le fils unique de Satan ». Des preuves supplémentaires que Jésus Christ n'était pas une incarnation divine viennent du fait que, selon l'Autel de la Victoire, il était le fils d'un soldat romain nommé Tiberius Iulius Abdes Pantera qui avait probablement violé sa mère Marie (mère de Jésus), et qu'il avait épousé Marie de Magdala, largement considérée comme une femme déchue. Ces accusations prennent racines avec le philosophe anti-chrétien romain Celse (philosophe) et le livre L'énigme sacrée, qui a également influencé le roman Da Vinci Code écrit par Dan Brown et qui reçut un succès phénoménal en 2003.
Jésus-Christ ne fait pas partie de la succession des incarnations divines et des prophètes proposés par l'Autel de la Victoire. Cette dernière commence par Adam et Ève, qui étaient divins et immortels et formaient la Trinité originelle avec Dieu. N'étant pas omnipotent, cependant, Dieu ne pût empêcher Satan de capturer Adam et Eve et de les priver de leur immortalité 6000 ans et une succession de prophètes divins furent nécessaires à Dieu pour vaincre Satan et offrir à nouveau l'immortalité physique aux humains. Un premier ensemble de prophètes comprend Noé (patriarche), Abraham, Isaac, Jacob, et Dan (Bible). Ce dernier était le successeur légitime de Jacob (l'Autel de la Victoire soutient que cela est prouvé par le Livre de la Genèse, 49:16). Finalement, sa tribu, les Danites, émigra en Corée, dont le premier roi mythique était nommé Tangun, ce qui signifierait « roi Dan ». La Corée a ensuite accueilli le deuxième ensemble de prophètes, comprenant le fondateur de l'Olivier, Park Tae-Seon, la femme qui a initié Cho, Hong Eup-Bi, et Cho lui-même, ainsi que les fondateurs de deux autres nouvelles religions coréennes, Choe Je-u pour le Donghak et Gang Il-Sun pour le Jeungsanisme.
Le rôle prépondérant, dans l'histoire sacrée de l'humanité telle que racontée par l'Autel de la Victoire, appartient à Cho lui-même, qui, à travers son initiation en 1980, a vaincu en soi-même le «sang de Satan », qui est encore présent chez tous les autres humains et identifié avec l'ego, et est devenu « le Christ Victorieux », c'est-à-dire une incarnation divine à travers laquelle Dieu est venu sur Terre, a vaincu Satan, et a finalement restauré l'immortalité physique pour les humains.
En fait, l’Autel de la Victoire enseigne que Cho est le premier humain depuis Adam qui devint physiquement immortel. Bien qu'il ait dû déposer (ou plutôt transformer) son corps à cause de la méchanceté de ses adversaires, le mouvement croit qu'il est toujours physiquement présent et qu'il guide les services religieux de la communauté de l'Autel de la Victoire, où son image est projetée par vidéo Les services ont lieu tous les jours et cinq fêtes annuelles sont également célébrées: le Jour de la Victoire (15 octobre), l'anniversaire de Cho, qui est appelé Noël (12 août), le Jour du Messie (25 décembre), la journée de l'esprit de la Rosée Sainte (1er janvier) et la fête des parents (8 mai).
La « Rosée Sainte », également appelée par le mouvement « Manne cachée », est une fumée, un brouillard ou un feu, qui, selon le mouvement, a émané du corps et des portraits de Cho au cours de sa vie et continue d'émaner de ses photographies aujourd'hui. L'Autel de la Victoire insiste sur le fait que la Rosée Sainte est réelle et peut être capturée par des appareils photos Cela sert à la fois de preuve à la divinité de Cho et de nourriture spirituelle pour ses disciples.
Selon l'Autel de la Victoire, Cho a également prouvé son statut divin en réalisant les « cinq alliances » qu'il avait promises à ses disciples: la destruction du Communisme mondial; l'arrêt des typhons arrivant en Corée du Sud; l'avènement de récoltes abondantes en Corée; l'arrêt de la saison des pluies (15 juin-15 juillet) là-bas; l'évitement d'une nouvelle guerre coréenne et l’unification des deux Corées. Cette dernière alliance serait en cours de réalisation d'après le mouvement. Dans tous les cas, Cho aurait miraculeusement arrêté le retour du communisme en Russie et les plans d'agression de la Corée du Nord contre la Corée du Sud.
La principale promesse de Cho, cependant, est qu'au moins quelques humains arrivent à retrouver l'immortalité physique. Croire en Cho ne serait pas suffisant pour atteindre ce but et l'Autel de la Victoire enseigne que prétendre que de simples croyances peuvent sauver est encore une des erreurs propagées par Jésus-Christ. Seuls ceux qui pratiquent entièrement la « Loi de la Liberté » en surpassant leur ego et en s'identifiant aux autres êtres humains comme une unité, pourront un jour purifier leur sang de l'héritage de Satan et devenir physiquement immortels Avec le vieillissement et la mort de ses adeptes les plus vieux, insister sur l'immortalité physique devint difficile et cela a été suggéré comme explication potentielle du déclin du mouvement. Nombreux sont les adeptes qui gardent cependant espoir et proclament qu'au moins certains d'entre eux ne mourront jamais.